# Lucy Grealy
Lucy Grealy, (Nova York, 3 de juny de 1963 – Manhattan, 18 de desembre de 2002) fou una poeta i escriptora estatunidenca, coneguda sobretot pel seu llibre de memòries Autobiography of a Face (1994). En aquesta obra, considerada una contribució destacada a la literatura autobiogràfica, relatà la seva experiència de creixement amb una greu desfiguració facial causada per un càncer ossi a la mandíbula i les nombroses intervencions quirúrgiques a les quals es va sotmetre per reparar-la. El llibre reflexiona sobre la bellesa, la lletjor i la percepció social de l’aspecte físic, assenyalant que el dolor emocional derivat de sentir-se i ser percebuda com a lletja havia estat més profund que el patiment físic com a pacient oncològica.
Als nou anys li fou diagnosticat un sarcoma d’Ewing, fet que comportà cinc anys de radioteràpia i quimioteràpia, així com nombroses operacions reconstructives de la mandíbula inferior, la majoria sense èxit. Durant l’adolescència ocultava la manca parcial de mandíbula inclinant el cap cap avall. En total, es va sotmetre a prop de quaranta operacions, patint dificultats per menjar, parlar i besar, així com dolor crònic.
Estudià a la Sarah Lawrence College i posteriorment a l’Iowa Writers' Workshop, on inicià una estreta amistat amb l’escriptora Ann Patchett. L’èxit de Autobiography of a Face li permeté dedicar-se professionalment a l’escriptura i assolir una àmplia repercussió crítica. No obstant això, la seva trajectòria estigué marcada per la dificultat d’igualar l’èxit del seu primer llibre, així com per sentiments de solitud que vinculava a la seva aparença física.
Al llarg de la seva vida fou objecte de burles i humiliacions, i visqué episodis de dependència de drogues i intents de suïcidi. Un fracàs en un intent de reconstrucció mandibular agreujà el seu estat, i el tractament amb analgèsics derivà en addicció a l’heroïna. Després de perdre la feina, l’habitatge i un contracte editorial, va morir el 18 de desembre de 2002, als 39 anys, a casa d’una amiga a Manhattan. La causa de la mort no fou anunciada oficialment, però diverses fonts l’atribueixen a una sobredosi accidental o a un possible suïcidi.
La seva amistat amb Ann Patchett fou recollida per aquesta al llibre Truth & Beauty (2004), que descriu la seva relació i exposa aspectes personals i creatius de Grealy.

## Premis
Lucy Grealy va ser guardonada amb diversos premis al llarg de la seva trajectòria, entre els quals destaquen el Whiting Award l’any 1995, el Premi Sonora Review, el premi de poesia London TLS i dos guardons atorgats per l’Academy of American Poets.

## Obres
Pel que fa a la seva obra, va publicar el llibre de poemes Everyday Alibis, així com la seva coneguda autobiografia Autobiography of a Face (1994), publicada per HarperCollins el 2003. Aquesta obra també va ser publicada a Gran Bretanya sota el títol In the Mind's Eye (1995) per l’editorial Arrow. A més, va publicar As Seen on TV: Provocations el 2001 a través de Tandem Library. Alguns dels seus textos formen part d’antologies reconegudes, com The Best American Essays editada per Robert Atwan (2001) i The Essay Connection: Readings for Writers editada per Lynn Z. Bloom (2000), totes dues publicades per Houghton Mifflin Co. Entre els seus assajos destaca «Autobiography of a Body», publicat a la revista Nerve l’1 d’octubre de 1997.